# James Mason

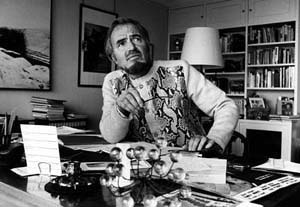
1971

James Mason (Yorkshire, 15 de Maio de 1909 — Lausana, 27 de Julho de 1984) foi um actor britânico nascido na Inglaterra.

## Biografia
James Mason foi aluno do Colégio Marborough e depois cursou a Universidade de Cambridge, onde se formou em Arquitetura, antes de decidir que tinha uma oportunidade melhor de ganhar a vida em um palco do que desenhando casas e prédios.
Ele se tornou ator teatral em 1930. Chamou a atenção do diretor Al Parker e, em 1935, fez o primeiro de mais de 140 filmes, Late Extra.
Transformou-se rapidamente em um astro de nível internacional e, em 1954, viveu um dos seus melhores papéis em Nasce uma estrela, ao lado de Judy Garland. Foi sua primeira indicação para o Oscar.
Foi candidato ao Oscar por três vezes: em 1954, em 1966 por Georgy Girl, e em 1982 por O Veredito, mas não venceu em nenhuma das vezes.
Mason, que residiu na Inglaterra e nos Estados Unidos da América, se mudou para a Suíça em 1982, e morava em Vevey, uma pequena cidade junto ao lago de Genebra com a esposa, Clarissa Mason. Morreu de colapso cardíaco, aos 75 anos. Encontra-se sepultado no cemitério comunal de Corsier-sur-Vevey, Vaud na Suíça.

## Filmografia parcial
- The Shooting Party (1984)
- Yellowbeard (1983)
- Alexandre (1983)
- The Verdict' (1982)
- Evil Under the Sun (1982)
- A Dangerous Summer (1981)
- Bloodline (1979)
- Murder by Decree (1979)
- The Boys from Brazil (1978)
- Gesù di Nazareth (1977)
- Cross of Iron (1977)
- Voyage of the Damned (1976)
- Paura in città' (1976)
- Mandingo (1975)
- Gente di rispetto (1975)
- The Marseille Contract (1974)
- The Last of Sheila (1973)
- Child's Play (1972)
- Bad Man's River (1971)
- De la part des copains (1970)
- Age of Consent (1969)
- Mayerling (1968)
- The Sea Gull (1968)
- Duffy (1968)
- Stranger in the House (1967)
- The London Nobody Knows - (1967)
- Georgy Girl - (1966)
- The Blue Max - (1966)
- Genghis Khan - (1965)
- Lord Jim (1965)
- The Fall of the Roman Empire (1964)
- The Pumpkin Eater (1964)
- Beta Som (1963)
- Lolita (1962)
- The Marriage-Go-Round (1961)
- The Trials of Oscar Wilde (1960)
- A Touch of Larceny (1959)
- Journey to the Center of the Earth (1959)
- North by Northwest (1959)
- The Decks Ran Red (1958)
- Bigger Than Life (1956)
- Forever, Darling (1956)
- 20000 Leagues Under the Sea (1954)
- A Star Is Born (1954)
- Prince Valiant (1954)
- Julius Caesar (1953)
- The Desert Rats (1953)
- The Story of Three Loves (1953)
- 5 Fingers (1952)
- A Lady Possessed (1952)
- The Prisoner of Zenda (1952)
- The Desert Fox: The Story of Rommel (1951)
- One Way Street (1950)
- Madame Bovary - (1949)
- Odd Man Out (1947)
- The Wicked Lady (1945)
- The Seventh Veil (1945)
- Fanny by Gaslight (1944)
- The Man in Grey (1943)
- The Bells Go Down (1943)
- The Night Has Eyes (1942)
- The Patient Vanishes (1941)
- I Met a Murderer (1939)
- Return of the Scarlet Pimpernel (1937)
- Catch as Catch Can (1937)
- Secret of Stamboul (1936)
- Late Extra (1935)